# Niewidzialny człowiek (powieść Ralpha Ellisona)
Niewidzialny człowiek (ang. Invisible Man) – powieść Ralpha Ellisona z 1952 roku, nagrodzona National Book Award w 1953 roku.
Jest to utwór napisany w pierwszej osobie, jego bohaterem jest bezimienny narrator relacjonujący tragikomiczne koleje swego życia. Książkę Ellison w znacznej mierze oparł na własnych doświadczeniach życiowych, jego bohater – tak jak on sam – przenosi się z Południa Stanów do Harlemu. Pisarz, w sarkastyczny sposób, rysuje rzeczywistość w której losy człowieka determinuje kolor jego skóry. Większość spotkanych przez narratora ludzi traktuje go przedmiotowo, najpierw wykładowcy na uczelni, a potem mieszkańcy Nowego Jorku, łącznie z działaczami partii komunistycznej. Okazuje się, że niemal sto lat po wojnie secesyjnej rasowe stereotypy nadal odgrywają ogromną rolę w amerykańskim społeczeństwie – w chwili pierwszego wydania tej książki w wielu stanach obowiązywały prawa segregacji rasowej.